# Roupaki
Roupaki  este un oraș în Grecia în prefectura Elida.